# Cesare Ripa
Cesare Ripa (Perugia, 1555 circa – Roma, 22 gennaio 1622) è stato uno storico dell'arte e scrittore italiano.

## Biografia
Da giovane entrò nella corte del cardinale Anton Maria Salviati, come «trinciante», ovvero addetto a tagliare le vivande della mensa del cardinale.
Il 30 marzo 1598 ricevette il prestigioso titolo di “Cavaliere de' Santi Mauritio et Lazaro” conferitogli da Papa Clemente VIII. Membro dell'Accademia degli Intronati di Siena, dedita allo studio di opere classiche e di medaglie antiche, ebbe contatti con quella degli Incitati a Roma, città in cui risulta presente dal 1611 al 1620. Quale accademico aveva il soprannome di «Cupo», e la sua impresa era formata da un «Tronco d'Amandola unito con uno di Moro celso».

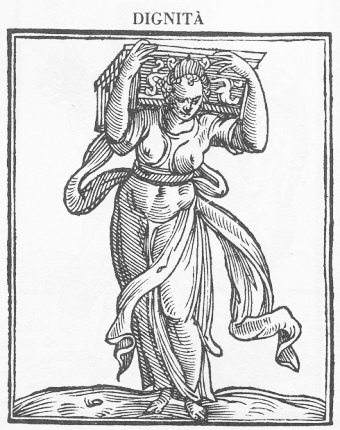
Allegoria della Dignità

Del 1593 è l'Iconologia overo Descrittione Dell'imagini Universali cavate dall'Antichità et da altri luoghi, pubblicata a Roma dagli Heredi di Giovanni Gigliotti e dedicata al cardinale Salviati. Tra le fonti letterarie utilizzate per l'opera furono gli Hieroglyphica di Pierio Valeriano, l'Emblematum libellus di Andrea Alciato, il Discorso sopra le medaglie degli antichi di Sebastiano Erizzo e le Pitture di Anton Francesco Doni.

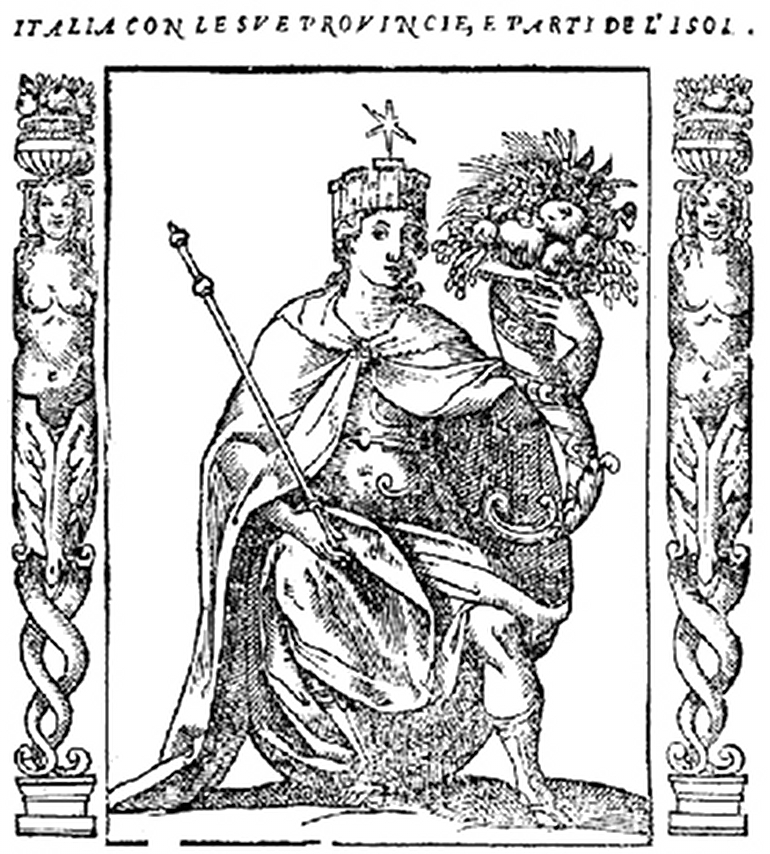
L'Italia turrita e stellata di Cesare Ripa (1603). Si può notare, sopra la personificazione allegorica, la Stella d'Italia

L'opera "necessaria à Poeti, Pittori, et Scultori, per rappresentare le virtù, vitij, affetti et passioni humane", è un'enciclopedia dove vengono descritte, in ordine alfabetico, le personificazioni di concetti astratti, come la Pace, la Libertà o la Prudenza, contraddistinte da attributi e colori simbolici. Nel 1603 il testo venne riedito a Roma, per i tipi di Lepido Facij e dedicato a Lorenzo Salviati, ampliato con oltre 400 voci e con numerose immagini xilografiche, tra cui quella dell'Italia turrita e stellata, a cui Ripa diede i connotati definitivi, col titolo Iconologia overo Descrittione di diverse Imagini cavate dall'antichità et di propria inventione.
Nel 1611 il testo veniva ripubblicato a Padova dal tipografo Pietro Paolo Tozzi, con un maggior numero di xilografie, probabilmente non da ascriversi all'autore. Nel 1613 presso la tipografia degli Heredi di Matteo Florimi a Siena, venne ripubblicata con il titolo Nuova Iconologia, dedicata a Filippo d'Averardo Salviati e con l'aggiunta di 200 nuove immagini dell'autore. Del 1618 è la riedizione di quest'ultima a Padova presso Pietro Paolo Tozzi. Dopo la morte dell'autore furono stampate nel 1625 presso il Tozzi a Padova la Novissima Iconologia e, nel 1630 la Più che novissima Iconologia presso Donato Pasquardi, testo quest'ultimo ampliato da Giovanni Zaratino Castellini.
Dall'editio princeps del 1593 a quella padovana del 1625, l'Iconologia fu stampata ben sei volte, a testimonianza della larghissima fortuna incontrata dal testo prima in Italia e poi in tutta Europa e soprattutto in Francia. La traduzione francese dell'Iconologia, opera di Jean Baudoin fu più volte riedita a Parigi tra il 1636 e il 1681; un'ultima edizione apparve ad Amsterdam nel 1698.
Il prestigio dell'Iconologia subì un brusco declino in epoca neoclassica. «Già l'Algarotti, discorrendo delle cognizioni e della cultura letteraria necessarie al pittore, liquidava con uno sprezzante giudizio il libro del Ripa: «Credono i più che il solo libro utile a' pittori sia la Iconologia, o vogliam dire le Immagini del Ripa, o qualche altra simile leggenda». Condanne più autorevoli vennero al libro da parte dei teorici della nascente scienza estetica moderna, e se il Lessing ne toccò di sfuggita in un suo saggio minore per rilevarne l'inesattezza filologica e la scarsa originalità, il Winckelmann, nei Pensieri sull'imitazione dell'arte greca nella pittura e nella scultura, del 1755, quasi certamente aveva in mente l'Iconologia quando, nel riconoscere la necessità di repertori di figure allegoriche ad uso degli artisti, denunciava l'insufficienza di opere del genere correnti ai suoi tempi: «La pittura si estende a cose non afferrabili con i sensi; tali cose costituiscono la sua più alta meta, ed i Greci hanno fatto il possibile per raggiungerla come provano gli scritti antichi… Se una rappresentazione di questo genere è possibile, non può esserlo se non per mezzo dell'allegoria: cioè di simboli che esprimono concetti generali. L'artista moderno si trova qui come in un deserto… Il pittore che col pensiero va oltre la sua tavolozza, desidera avere a sua disposizione una raccolta di studi, dai quali possa trarre le immagini significative e concrete di cose che per se stesse non lo sono. Un'opera completa di questo genere non esiste ancora: i tentativi fatti finora non sono abbastanza considerevoli e non raggiungono risultati degni». Uno di questi tentativi era stata proprio l'Iconologia, della quale, in un esplicito riferimento del Ragionamento preliminare ai Monumenti antichi inediti (1767), il teorico del neoclassicismo avrebbe indicato i limiti maggiori nella scarsa fedeltà filologica ai monumenti antichi: «Coloro che fin ora han trattato del bello, per pigrizia di mente, anziché per mancanza di sapere, ne han pasciuti d'idee metafisiche. Si son figurati una infinità di bellezze, e le han ravvisate nelle statue greche, ma invece di additarcele, ne han parlato in estratto, e così come ha composto Cesare Ripa la sua iconologia, quasiché tutti i monumenti si fussero annichilati o perduti». Qui in effetti il Winckelmann riassumeva quanto aveva scritto più analiticamente l'anno prima nel Saggio sull'allegoria, dove pure collocava il Ripa fra i tre principali scrittori che avevano trattato di quella «scienza», accanto al Valeriano e al Boudard. «Cesare Ripa — aveva scritto in quell'occasione il Winckelmann — prese questo autore (P. Valeriano) per base dei suoi scritti, e l'erudizione della sua Iconologia è per la maggior parte presa da lui: il rimanente è tratto, parte dai libri che trattano de' simboli, come l'Alciato, il Tipozio ed altri; una gran parte però è tutta sua, o per dir meglio è nata nel suo cervello. Le sue allegorie sono immaginate e disposte come se non esistessero al mondo monumenti antichi, e crederebbesi ch'egli non avesse mai avuto la più piccola cognizione né di statue, né di bassirilievi, né di monete, né di pietre incise».»
Nella raccolta (Nuova iconologia...ampliata, Padova, 1988, cit. p.171) viene descritta l'Hippocresia come: «Donna con una mascara sopra al viso in modo che mostri due faccie; sarà vestita di cangiante, nella destra mano terrà una pica, nella sinistra un pomo granato, et alli piedi si farà una Monna o Simia». L'immagine richiama una realtà, la santità come simulazione, che, per quanto comune ad altre epoche storiche, acquista particolare significato in quanto connesso al processo di definizione del santo.
L'Iconologia del Ripa fu riscoperta nel novecento da Émile Mâle in un celebre saggio, pubblicato in Italia al capitolo 9 (Lo spirito del XVI secolo continua. L'Allegoria) del volume L'arte religiosa nel '600 (Francia, 1939; Italia, 1984). Un altro importante contributo alla riscoperta dell'opera di Ripa è il saggio di Erna Mandowsky Ricerche intorno all'Iconologia di Cesare Ripa (in «La Bibliofilia», vol. XLI (1939), Leo S. Olschki, Firenze) che ne ha sottolineato l'influsso sulla maggior parte delle allegorie dipinte o scolpite del XVII secolo. Di queste derivazioni la Mandowsky ha disegnato una mappa molto documentata, anche se ovviamente incompleta, come specificato nel titolo "L'azione dell'Iconologia sull'arte figurativa. Tentativo di catalogo". Sono citate ben 283 opere di numerosi artisti dai fratelli Cherubino e Giovanni Alberti ad Annibale Carracci, da Belisario Corenzio al Domenichino, da Aniello Falcone a Luca Giordano, dal Guercino a Nicolas Poussin, da Carlo Maratta a Paolo Morelli, da Andrea Pozzo a Francesco Pianta, da Pietro da Cortona al Tiepolo e tanti altri.

## Edizioni dell'Iconologia
- Iconologia overo descrittione d'imagini delle virtù. Vitij, affetti, passioni humane, corpi celesti, mondo e sue parti, Massa. [ristampa anastatica dell'edizione del 1611]
- Iconologia (2 voll.), a cura di Piero Buscaroli, Prefazione di Mario Praz, Torino, La Fògola, 1986. - Milano, TEA, 1992; Neri Pozza, 2000.
- Iconologia. Ovvero descrizione delle immagini cavate dall'antichità e da altri luoghi, Castel Negrino, 2006, ISBN 978-88-896-6209-0. [edizione romana del 1593]
- Iconologia (5 tomi), a cura di Mino Gabriele e Cristina Galassi, Lavis, La Finestra editrice, 2010, ISBN 978-88-959-2523-3. [edizione di Perugia del 1764-1767]
- Iconologia, a cura di Sonia Maffei, Collana I Millenni, Torino, Einaudi, 2012, ISBN 978-88-062-1151-6. [testo del 1603]